# خدنگ گراندیدیه
خدنگ گراندیدیه (نام علمی: Galidictis grandidieri) نام یک گونه از سرده راسوزبادها است.